# Reformierte Kirche Speicher AR

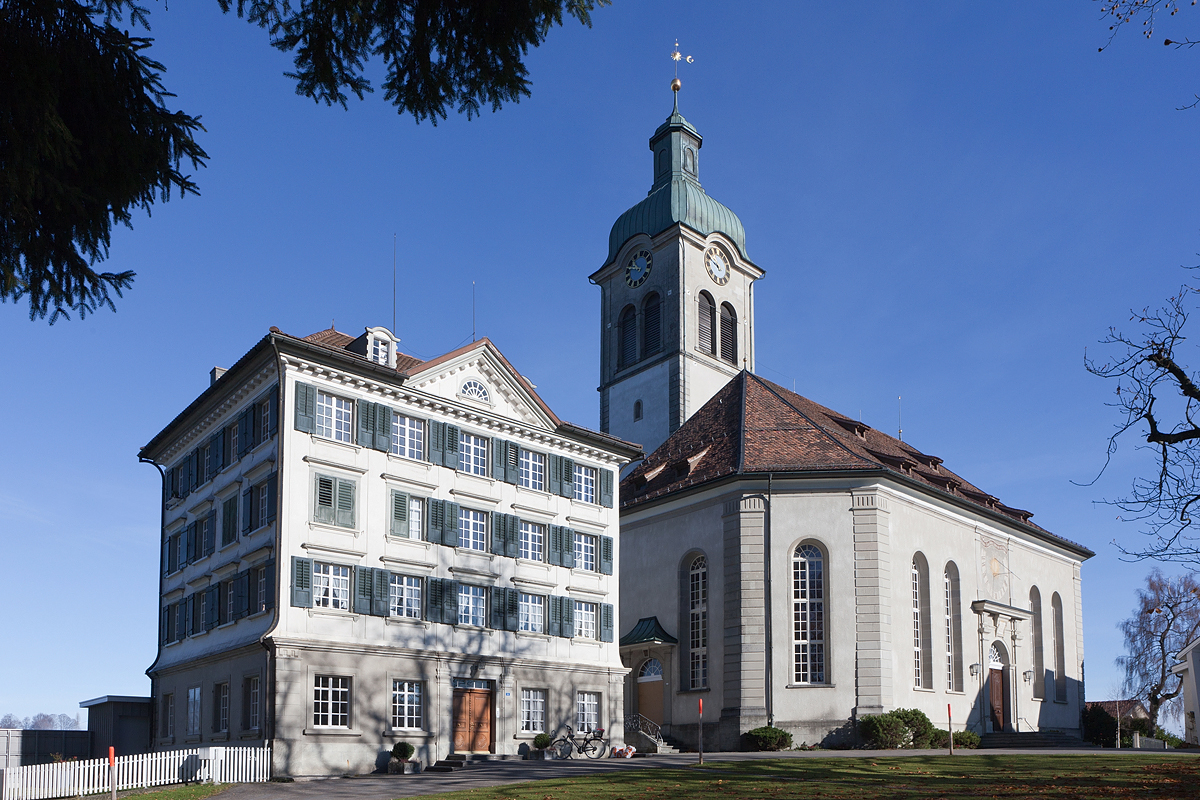
Kirche Speicher

Die reformierte Kirche Speicher ist ein reformiertes Kirchengebäude in Speicher AR, Schweiz.

## Geschichte
Eine erste Kirche erhielt Speicher 1614, doch musste sie aufgrund der Bevölkerungszunahme bereits 1723 durch einen Neubau ersetzt werden. Da dieser durch einen Blitzschlag 1804 teilweise zerstört wurde, drängte sich ein weiterer Neubau auf. Das heutige Sakralgebäude wurde 1808 bis 1810 nach Plänen von Konrad Langenegger errichtet. Direkt neben der Kirche befinden sich das Pfarrhaus von 1831 und das Schulhaus von 1840.

## Beschreibung
Das Gotteshaus erhebt sich auf einer kleinen Anhöhe und prägt das Ortsbild von Speicher. Vor dem Bauwerk erstreckt sich ein Park, was dem breiten klassizistischen Bau eine fast palastartige Wirkung verschafft.

### Äusseres
Der als oktogonale Querkirche konzipierte Bau verfügt über ein Walmdach. Die Fassaden werden dominiert von Lisenen, deren Gestaltung an Rustika erinnert, sowie von hohen, typisch klassizistischen Sprossenfenstern. Über dem Hauptportal ist eine Sonnenuhr angebracht. Den Turm mit Glockenstuhl und Turmuhr ziert eine Welsche Haube, die von einer Laterne mit kleinerer Haube bekrönt wird.

### Innenraum
Der Innenraum orientiert sich am für reformierte Kirchen beliebten Schema des quergerichteten Predigtsaals. Dementsprechend befindet sich die Kanzel an der Längsseite der Kirche, während der Taufstein ihr vorgelagert ist. Kanzel und Taufstein aus Stuckmarmor stammen, wie die Empire-Stuckaturen an der Decke, von Vertretern der Stuckateur-Dynastie Moosbrugger. Oberhalb der Kanzel ist eine Uhr angebracht. 
Die Pilaster sind mit Kanneluren und frei gestalteten Kapitellen ionischer Ordnung versehen. Sie scheinen ein Gebälk mit Zahnschnittfries zu tragen, das von den Stichkappen durchbrochen wird. Die polygonal abgeschlossenen Schmalseiten der Kirche sind durch zwei Emporen ausgefüllt. Die zweimanualige Orgel mit modernem Prospekt wurde 1966 durch die Firma Rieger Orgelbau gebaut.